# (59828) Ossikar
(59828) Ossikar est un astéroïde de la ceinture principale.

## Description
(59828) Ossikar est un astéroïde de la ceinture principale. Il fut découvert le 5 septembre 1999 à Drebach par Gerhard Lehmann. Il présente une orbite caractérisée par un demi-grand axe de 2,78 UA, une excentricité de 0,03 et une inclinaison de 3,4° par rapport à l'écliptique.

## Compléments